# Hemicophus paranae
Hemicophus paranae är en insektsart som beskrevs av Henri Saussure 1878. Hemicophus paranae ingår i släktet Hemicophus och familjen syrsor. Inga underarter finns listade i Catalogue of Life.